# 美郷ほたる館
美郷ほたる館（みさとほたるかん）は、徳島県吉野川市美郷にあるホタルに関する博物館。

## 概要
美郷ほたる館のある旧麻植郡美郷村は、1970年に「ホタルおよびその生息地」として、国の天然記念物に指定されており、本館では美郷に生息するゲンジボタル、ヘイケボタル、ヒメボタル、オバボタル、オオマドボタルや旧美郷村の資料を展示している。

## 施設
BF
- 研究・実験室、野外観察ひろば（出入口）、野外観察ひろば、人工河川、野外観察ひろば（川田川）

1F
- 展示室、ライブラリー

2F
- おみやげコーナー、休憩コーナー、多目的トイレ、ロッカー、多目的ルーム、ギャラリー

## 施設概要
- 開館時間：9:00-16:30（5月20日-6月20日は9:00-21:30（この間は無休））
- 休館日：毎週火曜日（火曜日が祝日の場合はその翌日）、年末年始

## 交通
- JR徳島線阿波山川駅より車で約10分。